# William Cavendish-Bentinck, 7:e hertig av Portland
William Arthur Henry Cavendish-Bentinck, 7:e hertig av Portland, född  16 mars 1893 i Mayfair, död 21 mars 1977 i Nottinghamshire, var en brittisk politiker (Konservativa partiet). Han var son till, William John Arthur Charles James Cavendish-Bentinck, 6:e hertig av Portland. 
William Cavendish-Bentinck var ledamot i parlamentets underhus för valkretsen Newark fram tills att han ärvde sin fars titlar och plats i överhuset 1943. Han var yngre skattkammarlord (Junior Lord of the Treasury) 1927–1929 och 1932. Senare innehade han hedersposterna som lordlöjtnant av Nottinghamshire (från 1939 till 1962) och andre kansler vid Nottinghams universitet (från 1954 och 1971). År 1948 dubbades han till riddare av Strumpebandsorden.
Han gifte sig 1915 med Ivy Gordon-Lennox (1887–1982), som var brorsdotter till Charles Gordon-Lennox, 7:e hertig av Richmond. Paret fick döttrarna Alexandra Anne (1916–2008) och Victoria Margaret (1918–1955). Den senare gifte sig 1950 med Don Gaetano Parente Principe di Castel Viscardo (född 1909).
När han dog vid 84 års ålder övergick hertigvärdigheten till hans brylling Ferdinand Cavendish-Bentinck.